# The Dungeons Are Calling
The Dungeons Are Calling – drugi album studyjny zespołu Savatage wydany przez Combat Records w 1984 i wznowiona przez Metal Blade Records w 1994 roku.

## Lista utworów
1. „The Dungeons Are Calling” – 4:55
2. „By the Grace of the Witch” – 3:16
3. „Visions” – 3:05
4. „Midas Knight” – 4:24
5. „City Beneath the Surface” – 5:49
6. „The Whip” – 3:31

Utwory dodatkowe na reedycji z 1994 roku
1. „Fighting For Your Love” – 3:20
2. „Sirens” (Live) – 3:21

Utwory dodatkowe na reedycji z 2002 roku
1. „Metalhead” – 4:46
2. „Before I Hang” – 4:12
3. „Stranger in the Dark” – 5:01

## Twórcy
- Jon Oliva – śpiew
- Criss Oliva – gitara, śpiew
- Keith Collins – gitara basowa, śpiew
- Steve Wacholz – instrumenty perkusyjne

## Produkcja
- Danny Johnson – producent
- Jim Morris – inżynier
- Terry Oakes – grafika
- Mike Fuller – mastering
- Eddy Schreyer – powtórny mastering